# Camera dei rappresentanti (Nuova Zelanda)
La Camera dei rappresentanti (in inglese: House of Representatives) è l'unica camera del Parlamento della Nuova Zelanda. È responsabile della supervisione sull'operato del Governo, i cui ministri devono esserne membri, dell'approvazione del bilancio e delle leggi.
La sede è nel Palazzo del Parlamento di Wellington.

## Struttura
La Camera dei Rappresentanti della Nuova Zelanda è l'unica camera eletta del governo neozelandese, e insieme al monarca (con il potere esercitato dal governatore generale), forma il Parlamento neozelandese. La Camera approva tutte le leggi (compreso il bilancio neozelandese), fornisce ai ministri di formare il Gabinetto e supervisiona il lavoro del governo.
La Camera dei Rappresentanti è un organo democratico composto da rappresentanti noti come membri del parlamento (MPs). Di solito ci sono all’incirca 120 parlamentari, sebbene tale numero sia soggetto a potenziali variazioni di bilanciamento. 
I parlamentari sono eletti di solito ogni tre anni alle elezioni generali in un sistema proporzionale misto di voto elettorale e voto di lista di partito; 71 deputati sono eletti direttamente nei seggi elettorali e il resto è colmato da deputati di lista in base alla quota di ciascun partito del voto del partito. Un governo è formato dal partito o dalla coalizione con la maggioranza dei parlamentari. Se nessuna maggioranza è possibile, allora un governo di minoranza può essere formato con un accordo di fiducia e di sostegno. Se un governo non è in grado di mantenere la fiducia del Parlamento, allora si possono indire elezioni generali anticipate.
La Camera dei Rappresentanti è stata creata dal New Zealand Constitution Act, un atto del Parlamento britannico, che ha istituito una legislatura bicamerale; tuttavia la camera alta, il Consiglio legislativo, fu abolita nel 1950. Il Parlamento ricevette il pieno controllo su tutti gli affari della Nuova Zelanda nel 1947 con l'approvazione del Statute of Westminster Adoption Act. 
La camera di discussione della Camera dei Rappresentanti si trova all'interno del Parlamento a Wellington, la capitale. Le sedute dell'Assemblea sono di solito aperte al pubblico, ma l'Assemblea può in qualsiasi momento votare per riunirsi in privato. I lavori sono trasmessi anche attraverso Parliament TV, AM Network e Parliament Today.

### Numero dei membri
La Camera iniziò con 37 membri nel 1854, con un numero progressivamente crescente fino a 95 nel 1882, prima di essere ridotto a 74 nel 1891. I numeri aumentarono di nuovo lentamente a 99 nel 1993. Nel 1996, i membri sono aumentati ad almeno 120 con l'introduzione delle elezioni proporzionali (ovvero 120 più eventuali sovrannumeri). Degno di nota è il fatto che c'è stato almeno un seggio in eccesso in quattro delle sette elezioni tenutesi dal 1996). 
L'anno in cui è entrata in vigore ciascuna variazione del numero dei membri è riportato nella tabella seguente:
| Anno | Numero di seggi        |
| 1854 | 37                     |
| 1860 | 41                     |
| 1861 | 53                     |
| 1863 | 57                     |
| 1866 | 70                     |
| 1868 | 74                     |
| 1871 | 78                     |
| 1876 | 88                     |
| 1882 | 95                     |
| 1891 | 74                     |
| 1902 | 80                     |
| 1970 | 84                     |
| 1973 | 87                     |
| 1976 | 92                     |
| 1984 | 95                     |
| 1987 | 97                     |
| 1993 | 99                     |
| 1996 | 120 + seggi aggiuntivi |